# سيمون هيدلاند
سيمون هيدلاند (بالسويدية: Simon Hedlund)‏ (11 مارس 1993 بالسويد - ) هو لاعب كرة قدم سويدي في مركز الهجوم. شارك مع منتخب السويد تحت 17 سنة لكرة القدم ومنتخب السويد تحت 19 سنة لكرة القدم ومنتخب السويد تحت 21 سنة لكرة القدم. أما مع النوادي، فقد لعب مع نادي إلفسبورغ.

## روابط خارجية
- سيمون هيدلاند على موقع اتحاد السويد (السويدية)
- سيمون هيدلاند على موقع قاعدة بيانات كرة القدم.إي يو (الإنجليزية)
- سيمون هيدلاند على موقع ناشيونال فوتبول تيمز (الإنجليزية)
- سيمون هيدلاند على موقع Soccerway.com (الإنجليزية)
- سيمون هيدلاند على موقع عالم كرة القدم.نت (الإنجليزية)
- سيمون هيدلاند على موقع AS.com (الإسبانية)